# Ланкастер (Пенсилванија)
Ланкастер (енгл. Lancaster) град је у америчкој савезној држави Пенсилванија. По попису становништва из 2020. у њему је живело 58.039 становника.

## Демографија
Према попису становништва из 2010. у граду је живело 59.322 становника, што је 2.974 (5,3%) становника више него 2000. године.
| Група             | 2000.          | 2010.          |
| Белци             | 29.196 (51,8%) | 24.501 (41,3%) |
| Афроамериканци    | 7.939 (14,1%)  | 9.683 (16,3%)  |
| Азијати           | 1.386 (2,5%)   | 1.773 (3,0%)   |
| Хиспаноамериканци | 17.331 (30,8%) | 23.329 (39,3%) |
| Укупно            | 56.348         | 59.322         |